# 서울동화축제
서울동화축제는 서울특별시 광진구에서 개최하는 축전이다.